# Bergwildpark Meißner
Der Bergwildpark Meißner ist ein Wildpark südwestlich von Germerode, Gemeinde Meißner. Eigentümerin und Betreiberin ist die Gemeinde. Der Park verzeichnet jährlich bis zu 60.000 Besucher.

## Parkbetrieb
Auf dem 24 ha großen Gelände werden Rothirsch, Damhirsch, Muffelwild und Rehe freilaufend gehalten. Zu den weiteren Tierarten zählen Wildschweine und verschiedene andere Schweinerassen, Waschbären, Marderhunde, Frettchen, Galloway-Rinder, Fasane, Hühner, Kaninchen, Meerschweinchen, Ziervögel, Nandus, Alpakas, Esel, Ziegen und Steinböcke. Ferner gibt es einen Schau-Bienenstand, einen Spielplatz, ein Gebäude mit ausgestellten Tierpräparaten und alten Landwirtschaftsgeräten und ein Restaurant. In loser Folge finden Musikveranstaltungen auf dem Parkgelände statt. Der Park verfügt über mehrere bei der Gemeinde angestellte Mitarbeiter.

## Geschichte und Förderverein
Der Bergewildpark Meißner geht auf Überlegungen in den 1960er Jahren zurück, in der Gemeinde Germerode ein touristisches Angebot zu schaffen. Die Idee eines Freibads wurde schließlich zugunsten des Bergwildparks fallen gelassen.
Der Bergwildpark Meißner wurde im Jahr 1970 gegründet. Zugleich formierte sich in Germerode aus einer zunächst die Errichtung des Parks begleitenden Kommission der Förderverein Wild- und Erholungspark, der bis heute die Bauunterhaltung und Erweiterung des Parks mit eigener Arbeitsleistung und finanziell unterstützt. Der Verein hat rund 50 Mitglieder. 1999 eröffnete unter dem Namen Waldwichtelhaus ein festes Ausstellungsgebäude. Im Frühjahr 2021 erfolgte der Anschluss an den Öffentlichen Personennahverkehr über die regionale Buslinie 290.
Der langjähriger Vorsitzende des Fördervereins, Harald Zindel, wurde für seine Verdienste um den Park sowie für weitere ehrenamtliche Aktivitäten im Jahr 2024 mit dem Bundesverdienstkreuz ausgezeichnet.
Im Januar 2025 wurde der Tierpark wegen der Maul- und Klauenseuche vorsorglich für Besucher geschlossen.